# Chlamydopsis caterinoi
Chlamydopsis caterinoi är en skalbaggsart som beskrevs av Alexey K. Tishechkin 2009. Chlamydopsis caterinoi ingår i släktet Chlamydopsis och familjen stumpbaggar. Inga underarter finns listade i Catalogue of Life.